# The Very Best of Nicolette Larson
Albums de Nicolette Larson
Sleep, Baby, Sleep
(1994)
The Very Best of Nicolette Larson est une compilation posthume de Nicolette Larson, sortie le 17 août 1999.

## Liste des titres
| No  | Titre                                                           | Auteur                                            | Durée |
| --- | --------------------------------------------------------------- | ------------------------------------------------- | ----- |
| 1.  | Lotta Love                                                      | Neil Young                                        | 3:11  |
| 2.  | Rhumba Girl                                                     | Jesse Winchester                                  | 3:49  |
| 3.  | Give a Little                                                   | Bill Payne, Fran Payne                            | 2:57  |
| 4.  | Angels Rejoiced                                                 | Charlie Louvin, Ira Louvin                        | 2:27  |
| 5.  | French Waltz                                                    | Adam Mitchell                                     | 4:31  |
| 6.  | Baby, Don't You Do It                                           | Holland-Dozier-Holland                            | 4:01  |
| 7.  | Let Me Go, Love (featuring Michael McDonald)                    | B.J. Cook Foster, Michael McDonald                | 3:46  |
| 8.  | Radioland                                                       | Sumner Mering                                     | 3:03  |
| 9.  | Ooo-Eee                                                         | Annie McLoone                                     | 3:24  |
| 10. | Fool Me Again                                                   | Burt Bacharach, Carole Bayer Sager                | 4:04  |
| 11. | I Only Want to Be with You                                      | Michael Hawker, Ivor Raymonde                     | 3:15  |
| 12. | Two Trains                                                      | Lowell George                                     | 4:12  |
| 13. | Only Love Will Make It Right                                    | Bob McDill                                        | 3:00  |
| 14. | Let Me Be the First                                             | Deborah Allen, Kix Brooks, Rafe Van Hoy, Wilburns | 3:54  |
| 15. | That's How You Know When Love's Right (featuring Steve Wariner) | Craig Bickhardt, Wendy Waldman                    | 3:26  |
| 16. | Irish Lullaby                                                   | Traditionnel                                      | 3:20  |